# Almir Rahmanović
Almir Rahmanović, slovenski nogometaš, * 25. marec 1986.
Rahmanović je nekdanji profesionalni nogometaš, ki je igral na položaju vezista. V svoji karieri je igral za slovenske klube Rudar Velenje, Krško, Šentjur, Olimpijo, Ivančno Gorico, Celje, Belo Krajino, Dravinja, Šmartno, Korotan Prevalje, Peco in Šoštanj, bosansko-hercegovski Čelik Zenica, švicarski FC Staad ter avstrijska SK Jenbach in SV Wörgl. Skupno je v prvi slovenski ligi odigral 28 tekem, v drugi slovenski ligi pa je odigral 106 tekem in dosegel pet golov.